# Riccardo Di Segni
Riccardo Di Segni (Rome, 13 novembre 1949) est un rabbin italien né d'un père juif romain et d'une mère ashkénaze originaire d'Europe orientale. Par sa mère, Riccardo Di Segni descend de trois générations de rabbins.

## Biographie
Médecin de profession, spécialiste en radiologie, Riccardo Di Segni exerce notamment comme directeur du département de radiologie de l'hôpital San Giovanni de Rome jusqu'à 2014.
Il obtient son diplôme de rabbin en 1973 après des études au Collegio Rabbinico Italiano di Roma, l'école rabbinique de Rome dont il est le directeur depuis 1999. En 2001, il est élu grand-rabbin de Rome, entrant en fonction en 2001, succédant à Elio Toaff.

## Ouvrages
- 1976 : Guida alle regole alimentari ebraiche.
- 1981 : Le unghie di Adamo.
- 1985 : Il Vangelo del Ghetto.
- 1990 : Catalogue of the Manuscripts of the Library of the Collegio Rabbinico Italiano (ouvrage en anglais).
- 1998 : Noten ta'am leshevach, ta'ame hakashrut baparshanut hayehudit (ouvrage en hébreu).